# آرا بکاریان
آرا واغیناکی بکاریان (ارمنی: Արա Վաղինակի Բեքարյան؛ انگلیسی: Ara Bekaryan؛ ۳۰ مهٔ ۱۹۱۳ – ۱۸ ژوئن ۱۹۸۶) نقاش اهل ارمنستان بود.

## زندگی‌نامه
وی در ۳۰ مهٔ ۱۹۱۳ در افیون قره‌حصار به دنیا آمد و از انستیتو دولتی سینما و تئاتر ایروان فارغ‌التحصیل شده‌است. وی در ۸ ژوئن ۱۹۸۶ در سن ۷۳ سالگی در ایروان درگذشت.

## نگارخانه

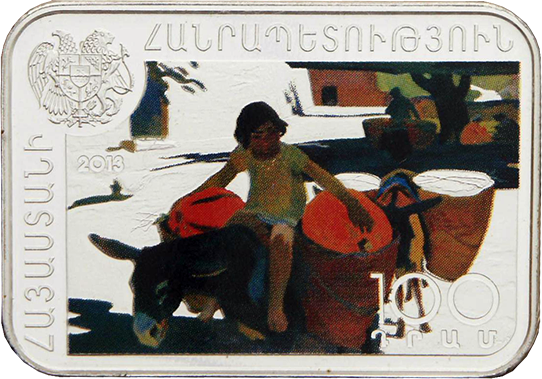
«Արա Բեքարյանի ծննդյան ۱۰۰-ամյակ» ՀՀ արծաթե հուշադրամը, դիմերես
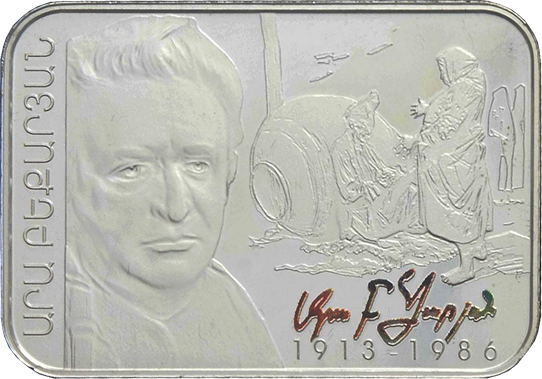
«Արա Բեքարյանի ծննդյան ۱۰۰-ամյակ» ՀՀ արծաթե հուշադրամը, դարձերես